# (775) Люмьер
(775) Люмьер (фр. Armor) — астероид главного пояса, который принадлежит к светлому спектральному классу S. Он был открыт 6 января 1914 года французским астрономом Жоанни-Филиппом Лагруа в обсерватории Ниццы и назван в честь братьев Люмьер, создателей синематографа.

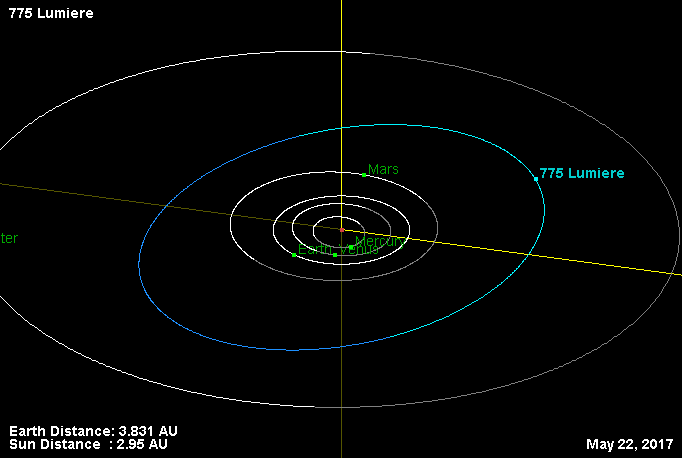
Орбита астероида Люмьер и его положение в Солнечной системе